# Casale Cremasco-Vidolasco
Casale Cremasco-Vidolasco (lombardul: Casàl e Idulàsch) település Olaszországban, Lombardia régióban, Cremona megyében. Lakosainak száma 1809 fő (2023. január 1.). Casale Cremasco-Vidolasco Camisano, Castel Gabbiano, Pianengo, Ricengo és Sergnano községekkel határos.

## Népesség
A település népességének változása:
| Lakosok száma | 1895 | 1874 | 1852 | 1809 |
|               | 2013 | 2017 | 2018 | 2023 |